# Robert Skov
Robert Faxe Skov (Marbella, 20 maggio 1996) è un calciatore danese, centrocampista dell'Union Berlino.

## Biografia
Nato a Marbella da genitori danesi (il padre si era spostato lì per lavoro), all'età di 9 mesi si è trasferito in Danimarca con la famiglia.

## Carriera

### Club

#### Silkeborg
Skov è cresciuto nel settore giovanile del Silkeborg, esordendo in campionato con il club il 16 maggio 2013 in un pareggio interno per 1–1 con il Midtjylland. È entrato in campo a 16 anni, sostituendo all'81º minuto Jeppe Illum. Ha segnato il suo primo gol in campionato con il club il 19 ottobre 2014 nella sconfitta esterna per 2-1 contro l'FC Midtjylland. Ha segnato al 95º minuto. Robert Skov ha svolto un ruolo chiave nell'aiutare il Silkeborg a vincere la prima divisione danese durante la stagione 2013/14, nonostante avesse solo 17 anni. Durante la stagione 2016-17 della Superliga danese, Skov ha aiutato il Silkeborg a evitare la retrocessione diventando il loro capocannoniere, segnando 10 gol in campionato dalla sua posizione sulla fascia.

#### Copenhagen
Nel gennaio 2018, Skov ha completato il suo trasferimento al Copenhagen. L'accordo è costato all'FC Copenhagen circa 7,5 milioni di corone danesi. Ha fatto il suo debutto in campionato per il club il 10 febbraio 2018 in una vittoria casalinga per 5-1 su Randers, giocando tutti i novanta minuti della partita. Ha segnato il suo primo gol in campionato per il club poco più di due settimane dopo, il 25 febbraio 2018 in una vittoria casalinga per 1-0 sull'Odense BK. Ha segnato al 61º minuto. Ha segnato la sua prima tripletta di club il 2 dicembre 2018 in una vittoria in trasferta per 6-1 contro l'Horsens. Ha segnato al 23º , 66º e 90º minuto. Non solo Robert Skov è arrivato come capocannoniere nella stagione 2018/19, ma ha battuto il record assoluto della Superliga danese segnando 29 gol in campionato, 7 gol in più rispetto ai secondi marcatori in campionato. Il record era precedentemente detenuto da Ebbe Sand che aveva segnato 28 gol in campionato nella stagione 1998. Skov è stato anche nominato Giocatore danese dell'anno per il 2018.

#### Hoffenheim
Nel luglio 2019, Skov ha firmato un contratto con il 1899 Hoffenheim per una commissione di trasferimento di 10 milioni di euro. Skov ha segnato il suo primo gol per l'Hoffenheim nella vittoria per 3-0 in Bundesliga contro l'SC Paderborn il 1º novembre 2019, aprendo le marcature con una feroce punizione da 23 metri in due minuti.

### Nazionale
Ha rappresentato la nazionale danese ai Giochi Olimpici del 2016, dove ha giocato tre partite.

## Statistiche

### Cronologia presenze e reti in nazionale
| Cronologia completa delle presenze e delle reti in nazionale ― Danimarca | Cronologia completa delle presenze e delle reti in nazionale ― Danimarca | Cronologia completa delle presenze e delle reti in nazionale ― Danimarca | Cronologia completa delle presenze e delle reti in nazionale ― Danimarca | Cronologia completa delle presenze e delle reti in nazionale ― Danimarca | Cronologia completa delle presenze e delle reti in nazionale ― Danimarca | Cronologia completa delle presenze e delle reti in nazionale ― Danimarca | Cronologia completa delle presenze e delle reti in nazionale ― Danimarca |
| Data                                                                     | Città                                                                    | In casa                                                                  | Risultato                                                                | Ospiti                                                                   | Competizione                                                             | Reti                                                                     | Note                                                                     |
| ------------------------------------------------------------------------ | ------------------------------------------------------------------------ | ------------------------------------------------------------------------ | ------------------------------------------------------------------------ | ------------------------------------------------------------------------ | ------------------------------------------------------------------------ | ------------------------------------------------------------------------ | ------------------------------------------------------------------------ |
| 10-6-2019                                                                | Copenaghen                                                               | Danimarca                                                                | 5 – 1                                                                    | Georgia                                                                  | Qual. Euro 2020                                                          | -                                                                        | 62’                                                                      |
| 5-9-2019                                                                 | Gibilterra                                                               | Gibilterra                                                               | 0 – 6                                                                    | Danimarca                                                                | Qual. Euro 2020                                                          | 1                                                                        |                                                                          |
| 15-10-2019                                                               | Aalborg                                                                  | Danimarca                                                                | 4 – 0                                                                    | Lussemburgo                                                              | Amichevole                                                               | -                                                                        |                                                                          |
| 15-11-2019                                                               | Copenaghen                                                               | Danimarca                                                                | 6 – 0                                                                    | Gibilterra                                                               | Qual. Euro 2020                                                          | 2                                                                        |                                                                          |
| 5-9-2020                                                                 | Copenaghen                                                               | Danimarca                                                                | 0 – 2                                                                    | Belgio                                                                   | UEFA Nations League 2020-2021 - 1º turno                                 | -                                                                        | 26’                                                                      |
| 8-9-2020                                                                 | Copenaghen                                                               | Danimarca                                                                | 0 – 0                                                                    | Inghilterra                                                              | UEFA Nations League 2020-2021 - 1º turno                                 | -                                                                        |                                                                          |
| 11-10-2020                                                               | Reykjavík                                                                | Islanda                                                                  | 0 – 3                                                                    | Danimarca                                                                | UEFA Nations League 2020-2021 - 1º turno                                 | 1                                                                        | 79’                                                                      |
| 14-10-2020                                                               | Londra                                                                   | Inghilterra                                                              | 0 – 1                                                                    | Danimarca                                                                | UEFA Nations League 2020-2021 - 1º turno                                 | -                                                                        | 46’                                                                      |
| 28-3-2021                                                                | Herning                                                                  | Danimarca                                                                | 8 – 0                                                                    | Moldavia                                                                 | Qual. Mondiali 2022                                                      | 1                                                                        | 46’                                                                      |
| 6-6-2021                                                                 | Brøndbyvester                                                            | Danimarca                                                                | 2 – 0                                                                    | Bosnia ed Erzegovina                                                     | Amichevole                                                               | -                                                                        | 71’                                                                      |
| 10-6-2022                                                                | Copenaghen                                                               | Danimarca                                                                | 0 – 1                                                                    | Croazia                                                                  | UEFA Nations League 2022-2023 - 1º turno                                 | -                                                                        | 90’                                                                      |
| 30-11-2022                                                               | Al Wakrah                                                                | Australia                                                                | 1 – 0                                                                    | Danimarca                                                                | Mondiali 2022 - 1º turno                                                 | -                                                                        | 69’ 75’                                                                  |
| 14-10-2023                                                               | Copenaghen                                                               | Danimarca                                                                | 3 – 1                                                                    | Kazakistan                                                               | Qual. Euro 2024                                                          | 2                                                                        | 69’                                                                      |
| 17-10-2023                                                               | Serravalle                                                               | San Marino                                                               | 1 – 2                                                                    | Danimarca                                                                | Qual. Euro 2024                                                          | -                                                                        | 62’                                                                      |
| Totale                                                                   |                                                                          | Presenze                                                                 | 14                                                                       |                                                                          | Reti                                                                     | 7                                                                        |                                                                          |

## Palmarès

### Club
- 1. Division: 1

Silkeborg: 2013-2014
- Campionato danese: 1

Copenhagen: 2018-2019

### Individuale
- Capocannoniere della Superligaen: 1

2018-2019 (29 gol)